# タンソン県
タンソン県（タンソンけん、ベトナム語：Huyện Tân Sơn / 縣新山?）は、ベトナム社会主義共和国フート省の県。面積は688.58 km²、人口は75,897人（2007年）である。

## 行政区画
17社から構成される。